# Rigel III
Il Rigel III è un traghetto appartenente alla compagnia di navigazione Ventouris Ferries.

## Caratteristiche
Il traghetto, costruito per operare nel Mar Baltico, disponde di 420 cabine e può trasportare un massimo di 2000 passeggeri e 450 auto. Lungo circa 136 metri e largo 24, ha una stazza lorda di 16.405 tonnellate.

## Servizio
Varato il 21 novembre 1978 nel cantiere navale Wärtsilä di Turku con il nome di Turella e consegnato il 4 giugno 1979 alla S-F Line, prende servizio il 15 giugno successivo nei collegamenti tra Turku, Mariehamn e Stoccolma.
Dal 1º giugno 1981 opera nei collegamenti tra Naantali, Mariehamn e Kappelskär.
Nel maggio del 1982, sostituisce il gemello Rosella nei collegamenti tra Turku, Mariehamn e Stoccolma.
Il 30 agosto 1988 viene venduto alla Stena Line per circa 155 milioni di marchi finlandesi, continuando tuttavia ad operare in noleggio per Viking Line sulla Kappelskär-Mariehamn-Naantali fino all'ingresso in flotta del nuovo Amorella.

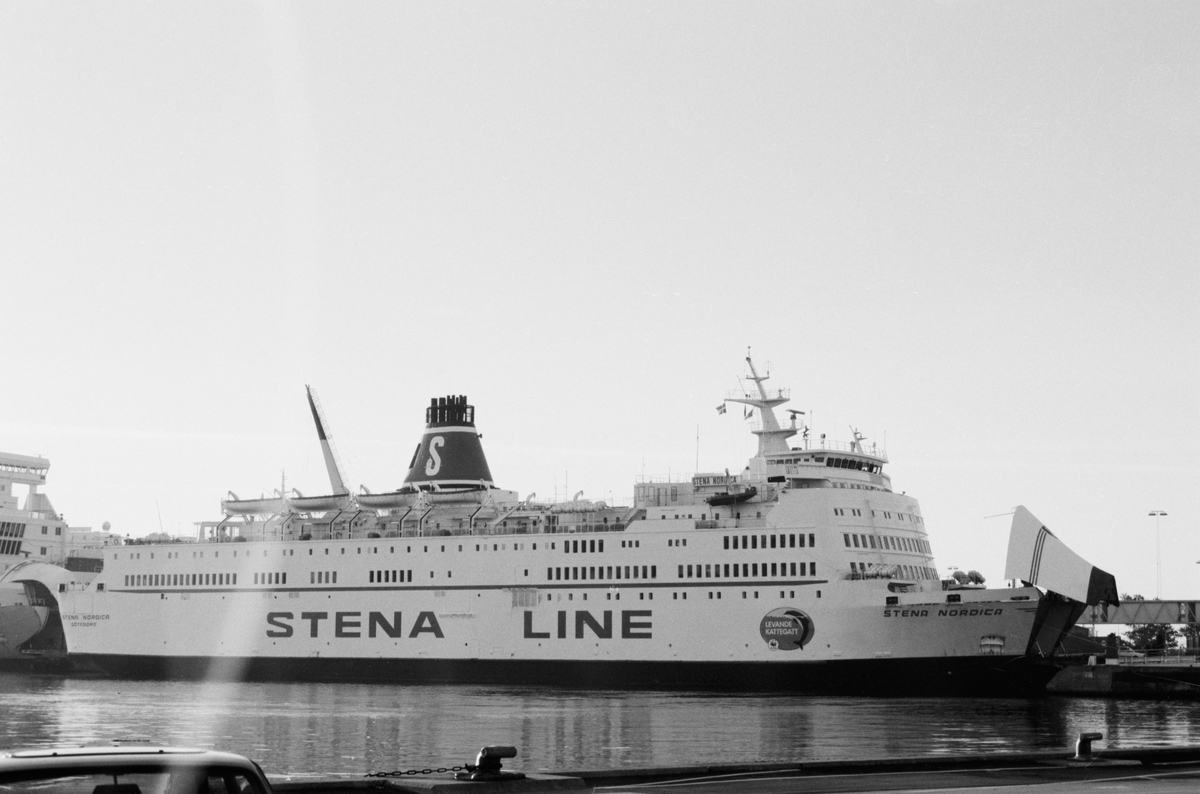
Lo Stena Nordica in servizio per Stena Line.

Terminato il servizio per Viking Line il 13 ottobre 1988, viene trasferito il giorno successivo nel cantiere navale di Göteborg, dove viene sottoposto a lavori di ristrutturazione e, il 24 ottobre, ribattezzato Stena Nordica.
Il 20 gennaio 1989 prende ufficialmente servizio nei collegamenti tra Moss, Frederikshavn e Göteborg. Saltuariamente opera anche sulla Göteborg-Kiel.
Il 14 aprile 1996 termina il servizio per Stena Line e viene disarmato all'Öresundsvarvet di Landskrona, dove viene sottoposto ad intensi lavori di ristrutturazione. Successivamente, viene trasferito alla succursale Lion Ferry e ribattezzato Lion King, prendendo servizio il 6 maggio sulla Halmstad-Grenaa. Saltuariamente opera anche sulla Karlskrona-Danzica.
Nel dicembre del 1997 viene venduto alla Tallink, terminato il servizio per Lion Ferry il 6 dicembre, giorno in cui viene consegnato al nuovo armatore. Sottoposto a lavori di ristrutturazione, nel gennaio del 1998 viene ribattezzato Fantaasia e, dal 23 febbraio opera nei collegamenti tra Tallinn ed Helsinki.

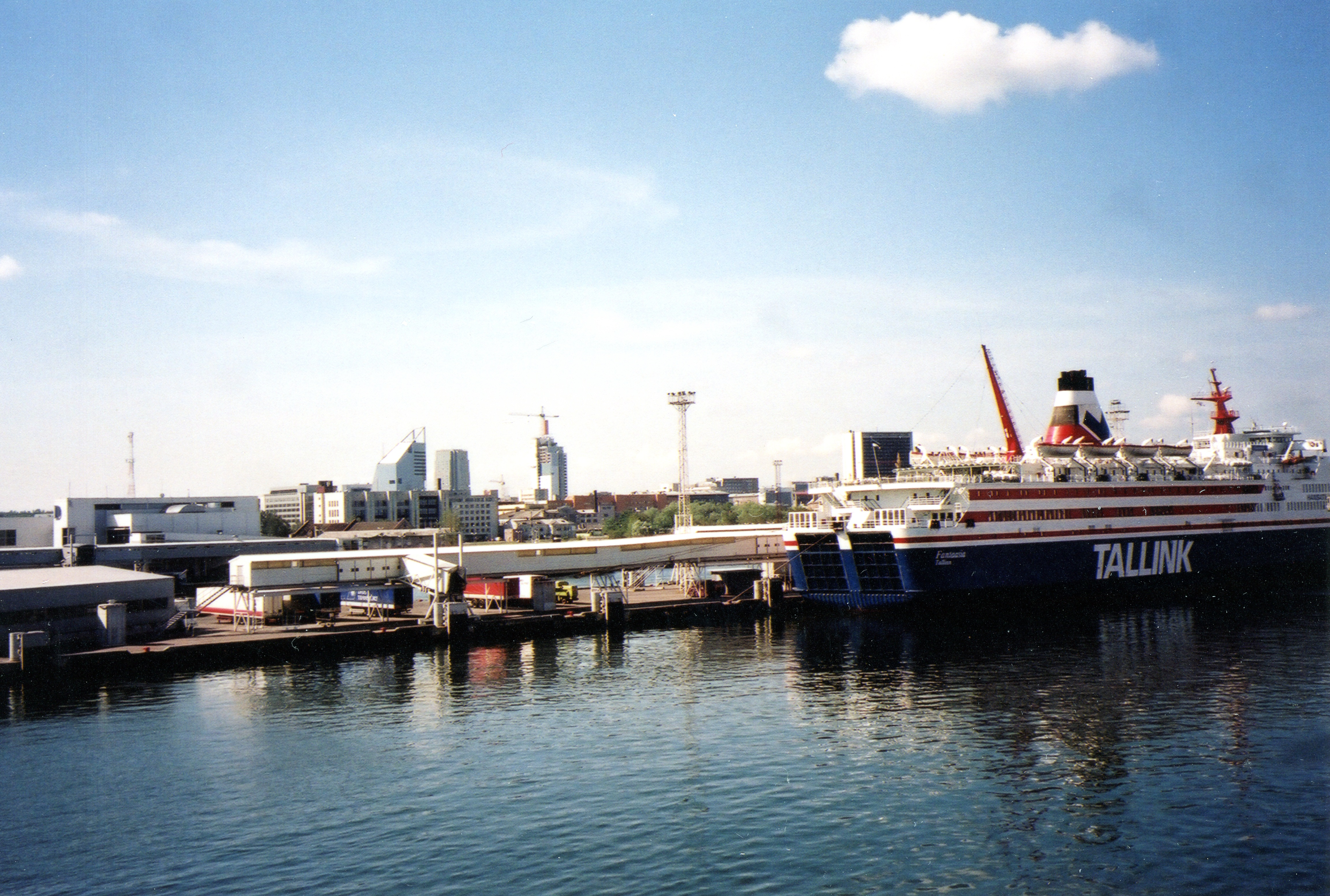
Il Fantaasia ormeggiato a Tallinn nel 2000.

Dal 22 maggio 2002 al 21 marzo 2004 opera nei collegamenti tra Tallinn e Stoccolma. Dal 1º aprile viene trasferito sulla Helsinki-Tallinn-San Pietroburgo.
Il 2 gennaio 2005 termina il servizio per Tallink e viene noleggiato ad Algérie Ferries, salpando da Tallinn per l'Algeria il 6 gennaio. Giunto in Algeria, prende servizio nei collegamenti tra Marsiglia, Orano ed Algeri.
Nell'ottobre del 2005 termina il servizio per Algérie Ferries, giungendo a Tallinn il 20 ottobre, dove viene disarmato in attesa di altri impieghi.
Il 31 dicembre 2005 a bordo del traghetto a Tallinn si tiene il Genius Party.
Dal 6 aprile 2006 torna in servizio nei collegamenti tra Riga e Stoccolma fino al 12 maggio, quando viene disarmato a Tallinn.

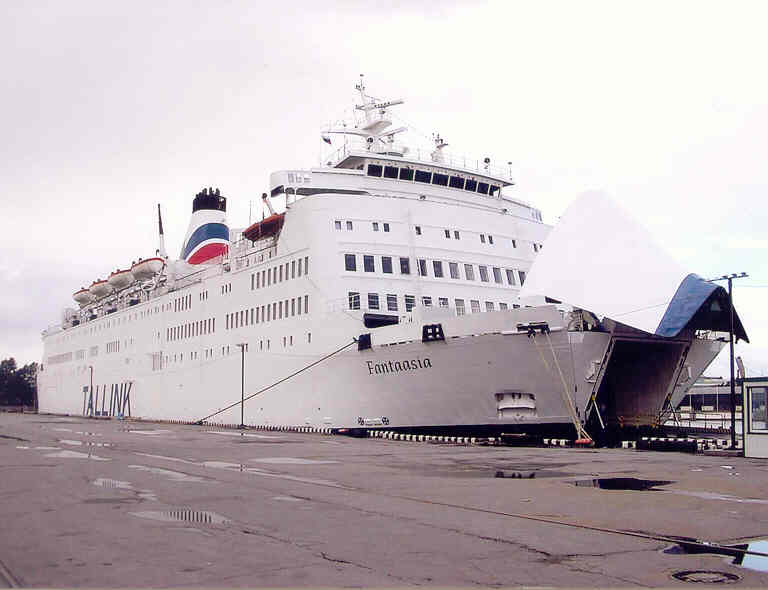
Il Fantaasia ormeggiato a San Pietroburgo nel 2007.

Dal 18 maggio a fine aprile 2007 viene noleggiato alla Comanav ed impiegato sulla Genova-Tangeri Med.
Da maggio ad ottobre 2007 viene di nuovo noleggiato ad Algérie Ferries ed impiegato nelle rotte per l'Algeria.
Ad ottobre 2007 viene noleggiato alla Kystlink A/S, prendendo servizio l'11 dicembre successivo nei collegamenti tra Langesund, Hirtshals e Strömstad.
Il 15 aprile 2008 viene venduto a titolo definitivo alla società noleggiattrice per circa 19,5 milioni di euro, alla quale viene consegnato il 30 giugno e ribattezzato Kongshavn.

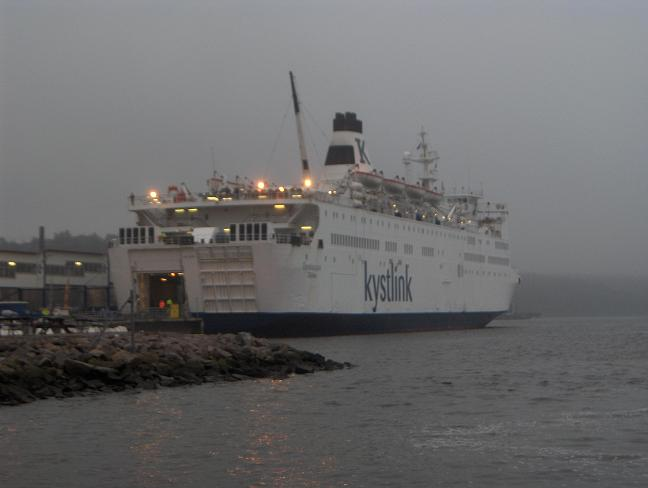
Il Fantaasia ormeggiato a Strömstad nel 2008.

Il 21 ottobre 2008 viene posto fuori servizio e trasferito a Sandefjord, dove viene disarmato.
Nel marzo del 2009 viene trasferito nel cantiere navale di Fredericia e messo in vendita.
Nel dicembre del 2009 viene venduto alla Blue Line, alla quale viene consegnato il 17 marzo, giorno in cui viene ribattezzato Regina della Pace.
Salpato il 27 marzo da Sandefjord per Bijela, dove viene sottoposto a lavori di ristrutturazione, prende servizio a partire dal 19 aprile sulla Spalato-Ancona.

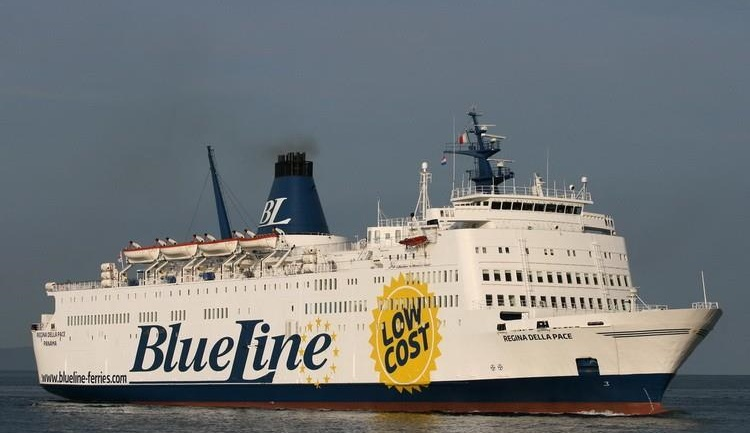
Il Regina della Pace in arrivo a Spalato nel 2015.

Dall'11 al 27 novembre 2016 viene sequestrato ad Ancona a causa dei problemi finanziari della compagnia armatrice. Il giorno successivo salpa per il cantiere navale di Bijela, dove viene disarmato e messo in vendita.
Il 30 dicembre 2016 viene acquistato dalla Ventouris Ferries e, ribattezzato Rigel III il 15 gennaio 2017, prende servizio nei collegamenti tra Bari e Durazzo, dove opera tutt'oggi.

## Navi gemelle
- Anemos (ex Rosella)